# Нонантола
Нонантола (итал. Nonantola) је насеље у Италији у округу Модена, региону Емилија-Ромања.
Према процени из 2011. у насељу је живело 10867 становника. Насеље се налази на надморској висини од 25 м.

## Становништво
Према резултатима пописа становништва 2011. у општини је живело 15.179 становника.
| 1931.  | 1936.  | 1951.  | 1961.  | 1971. | 1981.  | 1991.  | 2001.  | 2011.  |
| ------ | ------ | ------ | ------ | ----- | ------ | ------ | ------ | ------ |
| 10.291 | 10.466 | 11.004 | 10.012 | 9.126 | 10.347 | 10.998 | 12.530 | 15.179 |

## Партнерски градови
- Ле Миро
- Олеса де Монтсерат